# しきい値処理 (画像処理)

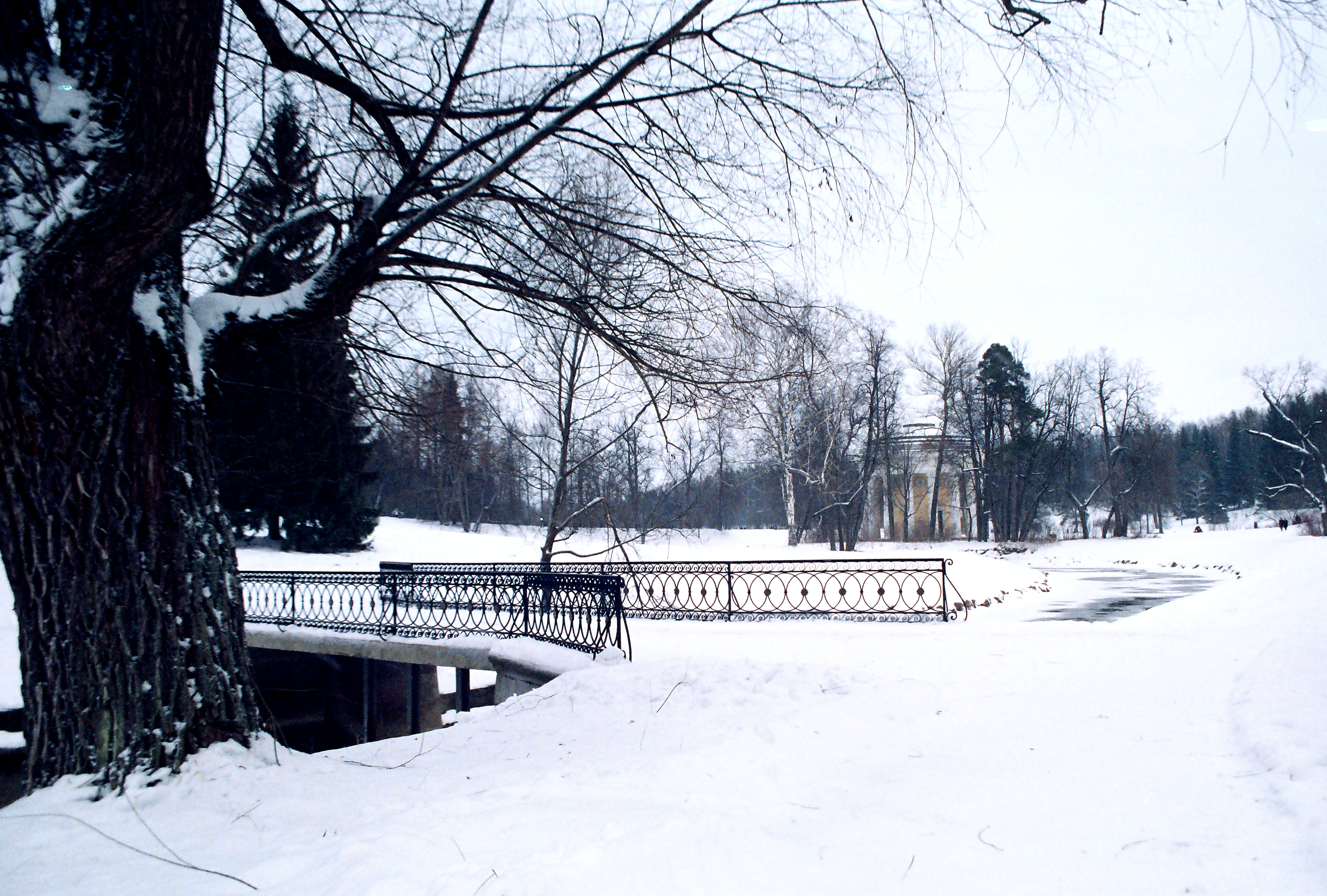
元の画像

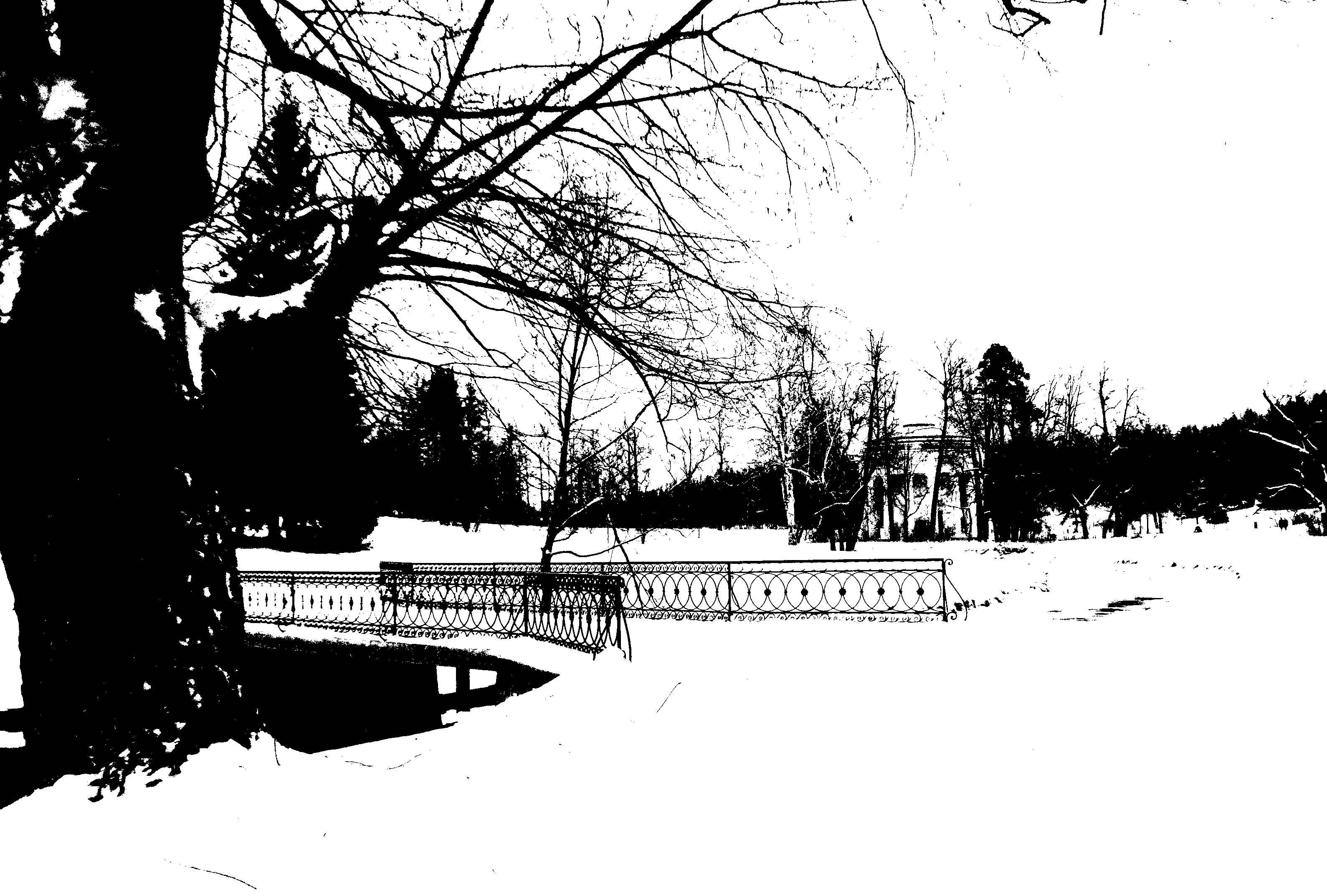
画像に使用されるしきい値効果の例

しきい値処理、あるいは閾値処理は、デジタル画像処理において画像をセグメント化する最も簡単な方法である。しきい値処理で、グレースケール画像から二値画像を作成できる。画像の二値化ともいわれる。 

## 定義
最も単純なしきい値処理方法では、画像強度 {\displaystyle I_{i,j}}がある固定定数 T 未満（つまり、 {\displaystyle I_{i,j}<T} ）の場合、画像の各ピクセルが黒のピクセルに置き換えられ、画像強度がそれ以上の場合は白いピクセルに置き換えられる。右の例の画像では、これにより、暗い木が完全に黒くなり、白い雪が完全に白くなる。

## しきい値処理方法の分類
しきい値処理を完全に自動化するには、コンピューターがしきい値処理を自動的に選択できる必要がある。T. Sezgin and Sankur（2004）は、アルゴリズムが操作する情報に基づいて、しきい値処理方法を次の6つのグループに分類している（Sezgin et al.,2004） 。
- ヒストグラム形状に基づく方法。たとえば、平滑化されたヒストグラムの山、谷、曲率などが分析される。
- クラスタリングベースの方法。グレーレベルのサンプルは、背景と前景（オブジェクト）として2つの部分にクラスター化されるか、2つのガウス分布の混合としてモデル化される。
- エントロピーベースの方法。前景領域と背景領域のエントロピー、元の画像と二値化された画像の間の交差エントロピーなどを使用するアルゴリズム[2]。
- オブジェクト属性ベースの方法。ファジー形状の類似性、エッジの一致など、グレーレベルと二値化された画像間の類似性の尺度を検索する。
- 空間的方法。ピクセル間の高次確率分布および/または相関を使用する。
- 局所的方法。各ピクセルのしきい値を局所的な画像の特性に合わせる。この方法では、画像のピクセルごとに異なるTが選択される。

## マルチバンドしきい値処理
カラー画像もしきい値処理を行うことができる。 1つのアプローチは、画像のRGBコンポーネントごとに個別のしきい値を指定し、それらをAND演算と組み合わせることである。これは、カメラの動作方法とデータがコンピューターに保存される方法であるが、人が色を認識する方法とは異なる。したがって、 HSLやHSVカラーモデルがより頻繁に使用される。色相は循環量であるため、循環しきい値が必要であることに注意。 CMYKカラーモデルを使用することもできる（Pham et al.,2007） 。

## 確率分布
特にヒストグラム形状ベースの方法だけでなく、他の多くのしきい値処理アルゴリズムも、画像強度の確率分布について特定の仮定を行う。最も一般的なしきい値法は、バイモーダル分布で機能するが、ユニモーダル分布、マルチモーダル分布、および循環分布のアルゴリズムも開発されている。

## 自動しきい値処理
自動しきい値処理は、バックグラウンドノイズを最小限に抑えながら、ピクセルにエンコードされた有用な情報を抽出するための優れた方法である。これは、元のグレースケール画像を二値化する前に、画像を背景と前景の2つの部分に分割して、フィードバックループを利用してしきい値を最適化することで実現される。
1. 初期しきい値、通常は元の画像の平均8ビット値を選択する。
2. 元の画像を2つの部分に分割する。
  1. しきい値以下のピクセル値 ⇒ バックグラウンド
  2. しきい値より大きいピクセル値 ⇒ 前景
3. 2つの新しい画像の平均値を見つける
4. 2つの平均を平均して、新しいしきい値を計算する。
5. 以前のしきい値と新しいしきい値の差が指定された制限を下回っている場合は終了する。それ以外の場合は、元の画像に新しいしきい値を適用して、試行を続ける。

### 制限としきい値の選択に関する注意
上記の制限はユーザーが定義できる。制限を大きくすると、連続するしきい値間の差が大きくなる。これの利点として、実行が速くなる可能性があるが、背景と前景の境界が明確ではなくなる。開始しきい値の選択は、多くの場合、グレースケール画像の平均値を取得することで行われる。ただし、画像ヒストグラムの2つの十分に分離されたピークに基づいて開始しきい値を選択し、それらのポイントの平均ピクセル値を見つけることもできる。これにより、アルゴリズムをより速く収束させることができ、はるかに小さい制限を選択できる。

### メソッドの制限
自動しきい値処理は、背景と前景のコントラスト比が適切な場合に最適に機能する。つまり、グレアを最小限に抑えて、良好な照明条件で写真を撮影する必要がある。

## 情報源
- Pham N, Morrison A, Schwock J et al. (2007). Quantitative image analysis of immunohistochemical stains using a CMYK color model. Diagn Pathol. 2:8.
- Shapiro, Linda G. & Stockman, George C. (2002). "Computer Vision". Prentice Hall. ISBN 0-13-030796-3
- Mehmet Sezgin and Bulent Sankur, Survey over image thresholding techniques and quantitative performance evaluation, Journal of Electronic Imaging 13(1), 146–165 (January 2004). doi:10.1117/1.1631315